# آنا رودريغيز
آنا رودريغيز (بالإنجليزية: Ana Rodriguez)‏ هي متسابقة ملكة الجمال وعارضة أمريكية، ولدت في 20 يناير 1986 في لاريدو في الولايات المتحدة.